# Olof Bergström
För andra betydelser, se Olof Bergström (olika betydelser).
Olof Henrik Oskar Bergström, född 21 november 1919 i Karlskrona, död 22 november 1984 i Solna församling, var en svensk skådespelare och regissör.

## Biografi
Bergström tänkte från början bli ingenjör, varför han gick reallinjen i gymnasiet i syfte att senare fortsätta med högre teknisk utbildning. Sång- och teaterintresset tog dock överhanden och redan under skoltiden både författade och spelade han revyer samt tog sånglektioner. Senare fortsatte han i Karlskrona amatörsällskap där han bland annat spelade i Tiggarstudenten.
1939 antogs Bergström vid Dramatens elevskola. Scendebuten skedde 1940 på Nya Teatern, i föreställningen Diana går på jakt, då Bergström fortfarande studerade. 1942 tog han examen och engagerades då vid Dramaten, där han förblev fram till 1955. Därefter fortsatte han till Helsingborgs stadsteater (1955–1956), Göteborgs Stadsteater (1956–1959), Malmö Stadsteater (1960–1969) och från 1969 Stockholms Stadsteater.
Förutom teatern var Bergström också verksam som skådespelare i TV och på film. Filmdebuten skedde under 1941 i Den ljusnande framtid. Han kom att medverka i filmer ända fram till sin död 1984. Som skådespelare har han beskrivits som intellektuell med allvarlig framtoning. Inte sällan fick han spela fadersgestalter eller andra karaktärer med hög social status, till exempel disponenten i Bo Widerbergs Ådalen 31 (1969).
Han var gift 1945–1951 med skådespelaren Anita Björk och var far till skådespelaren Jonas Bergström.
Bergström var även gift med Guy de la Bergs mor, operasångaren Henriette Guermant 1952–1960.
Olof Bergström är begravd på Lösens kyrkogård i Lyckå församling.

## Filmografi

### Roller
- 1941 – Den ljusnande framtid
- 1942 – I gult och blått
- 1943 – I brist på bevis
- 1944 – Räkna de lyckliga stunderna blott
- 1944 – Skeppar Jansson
- 1945 – Oss tjuvar emellan
- 1946 – Eviga länkar
- 1947 – Maj på Malö
- 1947 – Lata Lena och blåögda Per
- 1947 – Ingen väg tillbaka
- 1948 – Intill helvetets portar
- 1948 – Robinson i Roslagen
- 1950 – Bengtssons inför framtiden
- 1952 – Under Södra korset
- 1952 – Foreign Intrigue (TV-serie)
- 1953 – Ursula – flickan i finnskogarna
- 1953 – Museet
- 1954 – Seger i mörker
- 1955 – Ute blåser sommarvind
- 1955 – Enhörningen
- 1956 – Sången om den eldröda blomman
- 1956 – Blånande hav
- 1961 – Souvenirs from Sweden (kortfilm)
- 1961 – Medbrottslingarna
- 1963 – Brott i sol
- 1963 – Förlorarna
- 1963 – Trämålning
- 1966 – Mattan
- 1967 – Proviekationer
- 1967 – Drottningens juvelsmycke (TV-serie)
- 1967 – Candida
- 1967 – Marknadsafton
- 1968 – Hönssoppa med korngryn
- 1968 – Lärda fruntimmer
- 1968 – Monsieur Barnett
- 1968 – Snattare
- 1968 – Slättemölla by (TV-serie)
- 1969 – Made in Sweden
- 1969 – Bokhandlaren som slutade bada
- 1969 – Ådalen 31
- 1969 – Ni ljuger
- 1969 – Håll polisen utanför (TV-serie)
- 1970 – Reservatet
- 1970 – Ett dockhem
- 1971 – Änkeman Jarl
- 1973 – Makt på spel (TV-serie)
- 1973 – Din stund på jorden (TV-serie)
- 1973 – Mannen som blev ensam (TV-serie)
- 1974 – Karl XII
- 1974 – Purpurgreven
- 1974 – Kvarteret Oron (TV-serie)
- 1975 – Stumpen
- 1975 – Maria
- 1975 – Robert och Jessica (TV-serie)
- 1976 – Engeln (TV-serie)
- 1977 – Victor Frankenstein
- 1977 – Kalkonen (TV-film)
- 1977 – Isgraven (TV-film)
- 1978 – Trälarna (TV-serie)
- 1980 – Mannen som blev miljonär
- 1980 – Sinkadus (TV-serie)
- 1981 – Rasmus på luffen
- 1982 – Hedebyborna (TV-serie)
- 1985 – August Strindberg: Ett liv

### Regi och manus
- 1952 – Under Södra korset

## Teater

### Roller
| År   | Roll                 | Produktion                                                           | Regi                                                   | Teater                   |
| ---- | -------------------- | -------------------------------------------------------------------- | ------------------------------------------------------ | ------------------------ |
| 1940 | Brian Curtis         | Diana går på jakt (French Without Tears) Terence Rattigan            | Stig Torsslow                                          | Nya Teatern              |
| 1940 | Lakejen              | Den lilla hovkonserten Toni Impekoven och Paul Verhoeven             | Rune Carlsten                                          | Dramaten                 |
| 1941 | Bastien              | Vi skiljas Victorien Sardou och Émile de Najac                       | Alf Sjöberg                                            | Dramaten                 |
| 1942 | Pedersen             | Swedenhielms Hjalmar Bergman                                         | Carlo Keil-Möller                                      | Dramaten                 |
| 1942 | Legget Frazer        | Ut till fåglarna George S. Kaufman och Moss Hart                     | Alf Sjöberg                                            | Dramaten                 |
| 1943 | Gilbert Lantois      | Vår hemliga dröm Robert Boissy                                       | Carlo Keil-Möller                                      | Dramaten                 |
| 1943 | Sven Båge, ingenjör  | Den stora skuggan Carlo Keil-Möller                                  | Carlo Keil-Möller                                      | Dramaten                 |
| 1943 | Sernin de Chamarande | Kungen Robert de Flers, Emmanuel Arène och Gaston Arman de Caillavet | Rune Carlsten                                          | Dramaten                 |
| 1948 | Florent              | En vildfågel Jean Anouilh                                            | Rune Carlsten                                          | Dramaten                 |
| 1949 | Howard Wagner        | En handelsresandes död Arthur Miller                                 | Alf Sjöberg                                            | Dramaten                 |
| 1949 | Henry Norris         | En dag av tusen Maxwell Anderson                                     | Olof Molander                                          | Dramaten                 |
| 1950 | Förste pressmannen   | Tokiga grevinnan Jean Giraudoux                                      | Olof Molander                                          | Dramaten                 |
| 1951 | Prinsen              | Diamanten Friedrich Hebbel                                           | Rune Carlsten                                          | Dramaten                 |
| 1955 |                      | Spela min källa Axel Strindberg                                      | Kurt-Olof Sundström                                    | Ronneby brunn            |
| 1955 | Napoleon             | Madame Sans-Gêne Victorien Sardou och Émile Moreau                   | Johan Falck                                            | Helsingborgs stadsteater |
| 1955 | George Kettle        | Måndagsäventyr John Boynton Priestley                                | Gunnar Ekström                                         | Helsingborgs stadsteater |
| 1955 | Rudolf av Österrike  | Mayerlingdramat Maxwell Anderson                                     | Johan Falck                                            | Helsingborgs stadsteater |
| 1956 | Domingo              | El Matador Leslie Stevens                                            | Johan Falck                                            | Helsingborgs stadsteater |
| 1956 | Earl Pfeiffer        | Urladdning Clifford Odets                                            | Gunnar Ekström                                         | Helsingborgs stadsteater |
| 1956 | Armand Duval         | Kameliadamen Alexandre Dumas den yngre                               | Johan Falck                                            | Helsingborgs stadsteater |
| 1959 |                      | En midsommarnattsdröm William Shakespeare                            | Sandro Malmquist                                       | Skansens friluftsteater  |
| 1960 | Älskaren             | Äventyret Gaston Arman de Caillavet och Robert de Flers              | Per Gerhard                                            | Vasateatern              |
| 1961 |                      | Processen mot Jesus Diego Fabbri                                     | Börje Mellvig                                          | Malmö stadsteater        |
| 1961 |                      | Drottningens juvelsmycke Carl Jonas Love Almqvist                    |                                                        | Malmö stadsteater        |
| 1961 |                      | Cembalo Karl Ragnar Gierow                                           | Gösta Folke                                            | Malmö stadsteater        |
| 1961 |                      | Drömresan Elmer Rice                                                 | Yngve Nordwall                                         | Malmö stadsteater        |
| 1961 |                      | Världsomseglaren Georges Schehadé                                    | Yngve Nordwall                                         | Malmö stadsteater        |
| 1961 |                      | Mäster Olof August Strindberg                                        | Sandro Malmquist                                       | Malmö stadsteater        |
| 1962 |                      | Tolvskillingsoperan Kurt Weill och Bertolt Brecht                    | Gösta Folke                                            | Malmö stadsteater        |
| 1962 |                      | Dans under stjärnorna Jean Anouilh                                   | Josef Halfen                                           | Malmö stadsteater        |
| 1962 |                      | Fysikerna Friedrich Dürrenmatt                                       | Lennart Olsson                                         | Malmö stadsteater        |
| 1962 |                      | Eurydikes händer Pedro Bloch                                         | Lennart Olsson                                         | Malmö stadsteater        |
| 1963 |                      | Muren (The Wall) Millard Lampell                                     | Lennart Olsson                                         | Malmö stadsteater        |
| 1963 |                      | Dödsdansen August Strindberg                                         | Hans Abramson                                          | Malmö stadsteater        |
| 1963 |                      | Vem är rädd för Virginia Woolf? Edward Albee                         | Lennart Olsson                                         | Malmö stadsteater        |
| 1964 |                      | Svart måndag Reginald Rose                                           | Josef Halfen                                           | Malmö stadsteater        |
| 1964 |                      | Richard III William Shakespeare                                      | Lennart Olsson                                         | Malmö stadsteater        |
| 1964 |                      | Prima liv Arnold Wesker                                              | Lennart Olsson                                         | Malmö stadsteater        |
| 1965 |                      | Efter syndafallet Arthur Miller                                      | Lennart Olsson                                         | Malmö stadsteater        |
| 1965 |                      | Djävulens följe (The Devils) John Whiting                            | Lennart Olsson                                         | Malmö stadsteater        |
| 1965 |                      | Tartuffe Molière                                                     | Eva Sköld                                              | Malmö stadsteater        |
| 1965 |                      | Fallet Oppenheimer Heinar Kipphardt                                  | Eva Sköld                                              | Malmö stadsteater        |
| 1966 |                      | Aldrig i livet Jack Popplewell                                       | Gösta Folke                                            | Malmö stadsteater        |
| 1967 |                      | Balansgång Edward Albee                                              | Lennart Olsson                                         | Malmö stadsteater        |
| 1968 |                      | Som alla andra Aldo Nikolaj                                          | Jan Lewin                                              | Malmö stadsteater        |
| 1968 | Walter Franz         | Priset Arthur Miller                                                 | Per Gerhard                                            | Vasateatern              |
| 1969 |                      | Julius Caesar William Shakespeare                                    | Eva Sköld                                              | Malmö stadsteater        |
| 1969 | Trigorin, författare | Måsen Anton Tjechov                                                  |                                                        | Stockholms stadsteater   |
| 1970 | Macey                | Vännerna                                                             |                                                        | Stockholms stadsteater   |
| 1970 | Ziesnitz Fredrik     | Minns du den stad Per Anders Fogelström                              |                                                        | Stockholms stadsteater   |
| 1971 | Klockaren            | Storklas och Lillklas                                                |                                                        | Stockholms stadsteater   |
| 1971 | Shu Fu               | Den goda människan i Sezuan Bertolt Brecht                           |                                                        | Stockholms stadsteater   |
| 1972 | Medverkande          | Som smort                                                            |                                                        | Stockholms stadsteater   |
| 1972 | Farfar               | En lycklig tilldragelse Sławomir Mrożek                              | Lars Edström                                           | Stockholms stadsteater   |
| 1972 | Direktören           | Tillståndet Kent Andersson och Bengt Bratt                           | Fred Hjelm                                             | Stockholms stadsteater   |
| 1973 | Kung Lear            | Kung Lear William Shakespeare                                        | Kalle Holmberg                                         | Stockholms stadsteater   |
| 1973 | Sintram              | Gösta Berlings saga Selma Lagerlöf                                   | Johan Bergenstråhle Marie-Louise De Geer Bergenstråhle | Stockholms stadsteater   |
| 1974 | Louis Litvanov       | Bröllopsfesten Arnold Wesker                                         | Gun Arvidsson                                          | Stockholms stadsteater   |
| 1974 | Dovregubben          | Peer Gynt, del I Henrik Ibsen                                        | Fred Hjelm                                             | Stockholms stadsteater   |
| 1975 | Dovregubben          | Peer Gynt, del II Henrik Ibsen                                       | Fred Hjelm                                             | Stockholms stadsteater   |
| 1975 | René Bréac           | Pariserliv Göran O. Eriksson                                         |                                                        | Stockholms stadsteater   |
| 1976 | Harpagon             | Den girige Molière                                                   | Yves Bureau                                            | Stockholms stadsteater   |
| 1977 | Champbourcy          | Spargrisen                                                           |                                                        | Stockholms stadsteater   |
| 1978 | Weller martin        | Ett parti gin                                                        |                                                        | Stockholms stadsteater   |
| 1979 | Triletskij, överste  | Platonov Anton Tjechov                                               | Otomar Krejča                                          | Stockholms stadsteater   |
| 1980 | Medverkande          | Jorden heter Juan                                                    |                                                        | Stockholms stadsteater   |
| 1980 | Grosshandlare Josef  | Häxfisken                                                            |                                                        | Stockholms stadsteater   |
| 1981 | Jägarn               | Stora landsvägen August Strindberg                                   | Allan Edwall                                           | Riksteatern              |
| 1981 | Vilhelm Plommer      | Den bästa av världar                                                 |                                                        | Stockholms stadsteater   |

### Regi (ej komplett)
| År   | Produktion                               | Upphovsmän                               | Teater                |
| ---- | ---------------------------------------- | ---------------------------------------- | --------------------- |
| 1959 | Naken kvinna med violin Nude with Violin | Noël Coward Översättning Birgitta Hammar | Göteborgs stadsteater |

## Radioteater

### Roller
| År   | Roll           | Produktion                    | Regi          |
| ---- | -------------- | ----------------------------- | ------------- |
| 1944 | Göran Borglund | Amiralinnan Hilding Östlund   | Gunnar Olsson |
| 1954 | Ejnar Blom     | Vår ofödde son Vilhelm Moberg | Mimi Pollak   |

## Priser och utmärkelser
- 1944 – Teaterförbundets De Wahl-stipendium
- 1976 – Svenska Dagbladets Thaliapris
- 1980 – Teaterförbundets Gösta Ekman-stipendium

## Bilder

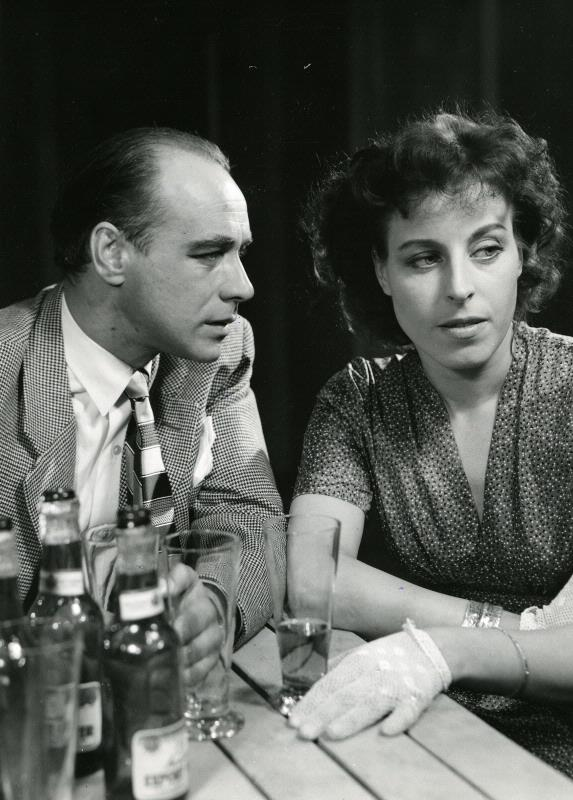
Olof Bergström och Margaretha Krook i Urladdning på Helsingborgs stadsteater 1956.

### Fotnoter
1. ↑  Vem är vem, Skåne, Halland, Blekinge 1966.
2. 1 2 3 4 5  ”Olof Bergström”. Svensk Filmdatabas. http://sfi.se/sv/svensk-filmdatabas/Item/?type=PERSON&itemid=61772&iv=OVERVIEW. Läst 13 oktober 2012.
3. ↑  FinnGraven
4. ↑  O. R-t. (2 juni 1940). ”'Diana går på jakt' på Nya teatern”. Dagens Nyheter:  s. 9. https://arkivet.dn.se/tidning/1940-06-02/148/9. Läst 8 mars 2025.
5. ↑  Ebbe Linde (9 juli 1955). ”Brunnsspel med järnhalt”. Dagens Nyheter:  s. 7. https://arkivet.dn.se/tidning/1955-07-09/182/7. Läst 27 december 2021.
6. ↑  ”Skansenteatern”. Leopolds antikvariat. Arkiverad från originalet den 28 mars 2016. https://web.archive.org/web/20160328020221/http://www.abm.se/leopolds/Skansenteatern.html. Läst 19 mars 2016.
7. ↑  ”'Äventyret' på Vasan”. Dagens Nyheter:  s. 14. 20 februari 1960. http://arkivet.dn.se/arkivet/tidning/1960-02-20/49/14. Läst 23 augusti 2015.
8. ↑  ”Priset”. Musikverket. http://calmview.musikverk.se/CalmView/Record.aspx?src=CalmView.Performance&id=PERF14079&pos=490. Läst 6 maj 2016.
9. ↑  Bengt Jahnsson (28 februari 1981). ”'Stora landsvägen': Strindbergs försoningsakt som gripande kammarspel”. Dagens Nyheter:  s. 15. https://arkivet.dn.se/tidning/1981-02-28/57/15. Läst 4 februari 2022.
10. ↑  ”Scenförändringar: Vårpjäser i Lilla London”. Dagens Nyheter:  s. 17. 23 april 1959. https://arkivet.dn.se/tidning/1959-04-23/109/17. Läst 26 september 2020.
11. ↑  ”Radioprogrammet”. Dagens Nyheter:  s. 28. 20 maj 1944. http://arkivet.dn.se/arkivet/tidning/1944-05-20/135/28. Läst 2 februari 2016.
12. ↑  ”Radioprogrammet”. Dagens Nyheter:  s. 22. 4 februari 1954. http://arkivet.dn.se/arkivet/tidning/1954-02-04/33/26. Läst 31 januari 2016.